# Salmo 75
Il salmo 75 (74 secondo la numerazione greca) costituisce il settantacinquesimo capitolo del Libro dei salmi.
È tradizionalmente attribuito ad Asaf. È utilizzato dalla Chiesa cattolica nella liturgia delle ore.